# Alí Primera
Ely Rafael Primera Rossell, conegut popularment com a Alí Primera, va ser un músic i cantautor veneçolà, amb un fort compromís social i polític.

## Biografia
Va néixer a Coro, a l'estat de Falcón (Veneçuela), el 31 d'octubre de 1942, sent fill d'Antonio Primera i Carmen Adela Rossell. Fou batejat com a Ely Rafael però en l'entorn familiar ràpidament se'l va començar a conèixer com a Alí perquè els seus avis eren d'ascendència àrab. D'origen popular, va tenir oficis molt diversos, des de boxejador a netejabotes, que va anar compaginant amb els estudis. En la seva etapa com a estudiant de química a la Universitat Central de Veneçuela entra en contacte amb els moviments d'esquerres, i també inicia la seva carrera com a cantautor.
El 1968 rep una beca del Partit Comunista de Veneçuela (una de les organitzacions polítiques en les quals va militar) per completar els estudis musicals a Romania. Després d'una etapa a Suècia, i davant les dificultats per tirar endavant la seva carrera musical sense acceptar els compromisos comercials de les companyies discogràfiques, el 1973 retorna a Veneçuela, on continua el seu compromís artístic i social, com s'evidencia en les seves lletres, gaudint de gran popularitat, tot i el veto que li van imposar els grans mitjans de comunicació del país. Durant aquesta etapa va estar constantment amenaçat pels seus opositors polítics, i va patir diversos atemptats contra la seva vida.
El 16 de febrer de 1985 va morir d'accident de trànsit. Tanmateix, són nombroses les persones que posen en discussió aquesta versió i diuen que realitat es va tractar d'un atemptat per silenciar-lo, per bé que mai s'ha provat aquest extrem. El seu funeral va ser multitudinari.
L'agost de 2004 diversos simpatitzants dels partits polítics opositors a l'actual govern bolivarià de Veneçuela van intentar profanar la seva tomba, causant diversos desperfectes.

## Llegat
Les seves cançons descriuen la crua realitat del barris més pobres, i són una crida constant a l'organització i a la unitat de les persones per combatre la desigualtat.
Després d'una etapa d'un cert oblit, la seva figura ha tornat a ser reivindicada, arran de la Revolució Bolivariana i en aquest moment (2005) les seves cançons de compromís i lluita (moltes d'elles premonitòries de l'actual revolució democràtica) tornen a ser molt escoltades per una part important de la població.
Entre els seus èxits podem destacar "Humanidad", "No basta rezar", "Yo no sé filosofar", "Vamos gente de mi tierra" o "Canción bolivariana", entre d'altres.
Als Països Catalans es va crear el 2004 la Brigada Catalana-Veneçolana Alí Primera Arxivat 2014-06-28 a Wayback Machine., en record al músic i cantautor veneçolà. La Brigada Alí Primera és un projecte de solidaritat internacionalista entre els Països Catalans i Veneçuela, els objectius de la qual són conèixer de prop el procés revolucionari que s'està vivint a Veneçuela, donar a conèixer la lluita per l'alliberament social i nacional del nostre poble i convertir-se en altaveu de la lluita veneçolana a casa nostra, entre d'altres.